# Port lotniczy Ceiba Doblada
Port lotniczy Ceiba Doblada (hiszp.: Aeropuerto Ceiba Doblada) – jeden z salwadorskich portów lotniczych, znajdujący się w miejscowości Ceiba Doblada.